# Zara (chanteuse)
Pour les articles homonymes, voir Zara.
Zarifa Pachaïevna Mgoyan (russe : Зарифа́ Паша́евна Мгоя́н), née le 26 juillet 1983 à Léningrad en URSS, dit Zara (За́ра), est une chanteuse pop, actrice et activiste Russe d'origine kurde yézidi,,.